# Studené doliny
Studené doliny je národní přírodní rezervace na území Tatranského národního parku. Nachází se v katastrálním území města Vysoké Tatry a obce Tatranská Javorina v okrese Poprad v Prešovském kraji. Předmětem ochrany je především množství botanicky cenných lokalit se vzácnou flórou.

## Poloha
Rezervaci tvoří oblast o rozloze 22,2 km², jejímž jádrem jsou Malá a Velká Studená dolina na jihovýchodní straně Vysokých Tater. Doliny, protažené od severozápadu k jihovýchodu, jsou odděleny Prostředním hřebenem (slovensky Prostredný hrebeň) s nejvyššími vrcholy Široká veža (2461 m n. m.) a Prostredný hrot (2441 m n. m.). Spojnici mezi dolinami představuje poměrně náročná, žlutě značená turistická stezka, která vede z Malé Studené doliny ke Zbojnické chatě přes Priečné sedlo (2352 m n. m.). Nad závěrem Malé Studené doliny se na severovýchodě tyčí Lomnický štít (2634 m n. m.) a Pyšný štít (2621 m n. m.).
Dolinami protékají Velký Studený potok a Malý Studený potok až ke svému soutoku u Rainerovy chaty. Nad skalnatým stupněm, uzavírajícím Malou Studenou dolinu, se nachází Téryho chata a dolina Pěti Spišských ples. V závěru Velké Studené doliny ve výšce kolem 2000 m n. m. se rozkládá plošina s četnými plesy - Zbojnickými, Sesterskými a Starolesnianským plesem, o něco výše pak leží Pusté plesá a Ľadové pleso.

## Předmět ochrany
V rezervaci se vyskytuje 23 endemických, 10 subendemických a 36 kriticky ohrožených druhů rostlin. I proto zde platí V., tedy nejvyšší stupeň ochrany. Z fauny je zde nejviditelněji zastoupen kamzík horský (tatranský) a svišť alpský.